# Neritina
Neritina is een geslacht van weekdieren uit de klasse van de Gastropoda (slakken).

## Soorten
- Neritina adansoniana (Récluz, 1841)
- Neritina canalis Sowerby I, 1825
- Neritina cinctella (Martens, 1874)
- Neritina clenchi Russell, 1940
- Neritina euphratica Mousson, 1874
- Neritina gagates Lamarck, 1822
- Neritina granosa Sowerby I, 1825
- Neritina macgillivrayi Reeve, 1855
- Neritina mariae Handmann, 1887 †
- Neritina maxwellorum Beu & B. A. Marshall, 2011 †
- Neritina meleagris Lamarck, 1822
- Neritina mesopotamica Martens, 1874
- Neritina natalensis Reeve, 1855
- Neritina oweniana (W. Wood, 1828)
- Neritina pachyderma Sandberger, 1875 †
- Neritina piratica Russell, 1940
- Neritina pulligera (Linnaeus, 1767)
- Neritina smithii W. Wood, 1828
- Neritina squamaepicta (Récluz, 1843)
- Neritina squamulifera Sandberger, 1875 †
- Neritina subangularis (Sandberger, 1860) †
- Neritina tiassalensis Binder, 1955
- Neritina turrita (Gmelin, 1791)
- Neritina usnea (Röding, 1798)
- Neritina vetranici (Brusina, 1902) †
- Neritina virginea (Linnaeus, 1758)
- Neritina zebra (Bruguière, 1792)